# انتخابات الرئاسة الليتوانية 1993
انتخابات الرئاسة الليتوانية 1993 هي الانتخابات الرئاسية التي جرت في 14 فبراير 1993، في ليتوانيا، لانتخاب رئيس ليتوانيا، فاز بالانتخابات ألجيرداس برازوسكاس.